# Довбнівка
До́вбнівка —  село в Україні, у Зіньківській міській громаді Полтавського району Полтавської області. Населення становить 32 осіб. До 2020 орган місцевого самоврядування — Шилівська сільська рада.

## Географія
Село Довбнівка знаходиться за 2 км від лівого берега річки Грунь, примикає до сіл Василькове та Петрівка. По селу протікає заболочений струмок .

## Історія
12 червня 2020 року, відповідно до розпорядження Кабінету Міністрів України № 721-р «Про визначення адміністративних центрів та затвердження територій територіальних громад Полтавської області», село увійшло до складу Зіньківської міської громади.
19 липня 2020 року, в результаті адміністративно - територіальної реформи та ліквідації Зіньківського району, село увійшло до складу новоутвореного Полтавського району Полтавської області.

## Населення

### Мова
Розподіл населення за рідною мовою за даними перепису 2001 року:
| Мова       | Кількість | Відсоток |
| ---------- | --------- | -------- |
| українська | 31        | 96.88%   |
| російська  | 1         | 3.12%    |
| Усього     | 32        | 100%     |